# Ameisenmühle

Ameisenmühle

Eine Ameisenmühle, auch Kreismühle (englisch ant mill oder circular mill), ist ein Phänomen, das vor allem bei Wanderameisen vorkommt.
Da die Tiere meist den Pheromonspuren ihrer Vorgänger folgen, kann dies bei einer Überkreuzung der Spuren zum Laufen im Kreis führen. Sobald mehrere Ameisen dieser Spur folgen, verstärkt sich die Pheromonspur, wodurch sich das Verhalten auf immer mehr Ameisen überträgt und letztlich zu einem großen sichtbaren Strudel von Ameisen entwickelt. Meist laufen die Ameisen bis zum Erschöpfungstod im Strudel fort.
Erstmals berichtete William Beebe 1921 von einer Ameisenmühle mit einer Strecke von 365 m, was einer Laufdauer von über 150 Minuten entspricht.
Dieses Verhalten kann auch bei den Raupen von Prozessionsspinnern beobachtet werden.
Trotz Schwarmintelligenz sind Ameisenmühlen ein Beispiel für die Grenzen solchen Kollektivverhaltens.